# Oikos (Cyprus)
Oikos (Grieks: Οίκος) is een klein dorp in het district Nicosia op het eiland Cyprus. Het dorp ligt ongeveer 600 meter boven zeeniveau.